# تاوان كوتسوبر
تاوان كوتسوبر (مواليد 23 يناير 2000) هو لاعب كرة قدم تايلندي.

## وصلات خارجية
- تاوان كوتسوبر على موقع رابطة كرة القدم اليابانية للمحترفين (اليابانية)
- تاوان كوتسوبر على موقع قاعدة بيانات كرة القدم.إي يو (الإنجليزية)
- تاوان كوتسوبر على موقع Soccerway.com (الإنجليزية)
- تاوان كوتسوبر على موقع عالم كرة القدم.نت (الإنجليزية)